# Adobe Photoshop
Adobe Photoshop es un editor de fotografías desarrollado por Adobe Systems Incorporated. Usado principalmente para el retoque de fotografías y gráficos, su nombre en español significa "tienda de fotos".Fue creado en 1986 por los hermanos Thomas Knoll y John Knoll, desde entonces se ha convertido en una marca de uso común, lo que lleva a su uso como un verbo ('photoshopear'), aunque Adobe desaconseja su uso.
Photoshop puede editar y componer imágenes rasterizadas y soporta varios modelos de colores: RGB, CMYK, CIELAB, colores sólidos y semitonos. Photoshop usa sus propios formatos de archivo PSD y PSB para soportar estas características. Desde junio de 2013, con la presentación de Creative Cloud, el esquema de licencia de Photoshop se cambió al modelo de software como servicio. Adobe planea incorporar más características a Photoshop para iPad.

## Historia
Fue desarrollado originalmente por Thomas Knoll, un estudiante de doctorado en la Universidad de Míchigan, quien en 1987 creó un programa llamado Display para mostrar imágenes en escala de grises en monitores monocromáticos. Su hermano John Knoll, empleado en Industrial Light & Magic, reconoció el potencial del programa y colaboró en su desarrollo para convertirlo en una herramienta de edición de imágenes más completa.
La primera versión Photoshop fue la 0.63 y, aunque era un programa completamente funcional, nunca se lanzó comercialmente. La primera versión comercial de Photoshop 0.87 se presentó en 1989, con el nombre de «Barneyscan XP», un software bastante sencillo ajustado a la época. Posteriormente, el software fue rebautizado como ImagePro y más tarde como Photoshop.
También en 1988, los hermanos Knoll firmaron un acuerdo de licencia con Adobe Systems Incorporated, que adquirió los derechos de distribución del programa. La primera versión bajo la espalda de Adobe, Photoshop 1.0, fue lanzada en febrero de 1990 para el sistema operativo Macintosh. En sus primeras versiones, Photoshop ofrecía funciones básicas de edición, como el uso de capas, herramientas de selección y ajustes de color.
Durante la década de 1990, Adobe incorporó gradualmente nuevas funciones, incluyendo soporte para color CMYK, capacidades de edición en múltiples capas, filtros, canales alfa y automatización por medio de scripts. Con el tiempo, el programa se consolidó como una herramienta de uso estándar en la industria del diseño gráfico, la fotografía digital y la producción editorial.
En 2003, Adobe introdujo la marca «Creative Suite» (CS, bajo la cual se lanzó Photoshop CS (versión 8.0). Esta transición implicó una integración más estrecha con otras aplicaciones de Adobe, como Illustrator e InDesign. En 2013, Adobe abandonó el modelo de licencias perpetuas y lanzó Adobe Creative Cloud (CC), adoptando un sistema de suscripción. Photoshop CC se convirtió desde entonces en una aplicación con actualizaciones periódicas, sincronización en la nube y nuevas funciones basadas en inteligencia artificial y aprendizaje automático.
El desarrollo continuo de Photoshop ha incluido mejoras en compatibilidad con formatos digitales, funciones automatizadas, herramientas de selección avanzadas, edición no destructiva y soporte para dispositivos móviles. A lo largo de su evolución, el programa ha mantenido su relevancia dentro del conjunto de aplicaciones profesionales de edición gráfica.

## Características
Adobe Photoshop en sus versiones iniciales trabajaba en un espacio formado por una sola capa, donde se podían aplicar toda una serie de efectos, textos, marcas y tratamientos. En cierto modo tenía mucho parecido con las tradicionales ampliadoras. En la actualidad lo hace con múltiples capas.
Photoshop de hecho se ha convertido, casi desde sus comienzos, en el estándar para el retoque fotográfico, pero también se usa extensivamente en multitud de disciplinas del campo del diseño y fotografía, como diseño web, composición de imágenes en mapa de bits, estilismo digital, fotocomposición, edición y grafismos de vídeo y básicamente en cualquier actividad que requiera el tratamiento de imágenes digitales.
Photoshop ha dejado de ser una herramienta únicamente usada por diseñadores, para convertirse en una herramienta usada profusamente por fotógrafos profesionales de todo el mundo, que lo usan para realizar el proceso de retoque y edición digital, no teniendo que pasar ya por un laboratorio más que para la impresión del material.
El 15 de septiembre de 2023, Adobe Photoshop presentó una nueva característica conocida como "Relleno Generativo por IA". Esta reciente funcionalidad, basada en inteligencia artificial, permite añadir o eliminar áreas de las imágenes de forma totalmente autónoma o a través de prompts (indicaciones en texto). Entre las ventajas de la aplicación de IA a los procesos de Photoshop destacan la mejora de precisión, la automatización de tareas y la optimización del flujo de trabajo.
En julio de 2024, la introducción de la IA generativa generó controversia acerca de los términos de uso y la privacidad, siendo aclarada posteriormente por la compañía en su blog manteniendo los compromisos de transparencia con los clientes.
Photoshop fue creado en el año 1990, soporta muchos tipos de archivos de imágenes, como BMP, JPG, PNG, GIF, entre otros, además tiene formatos de imagen propios. Los formatos soportados por Photoshop son los siguientes:
- PSD (PhotoShop Document), PDD: formato estándar de Photoshop con soporte de capas.
- PSB (PhotoShop Big): formato de documento grande que admite documentos de hasta 300.000 píxeles en cualquier dimensión, admiten todas las características de Photoshop, como las capas, efectos y filtros, puede guardar imágenes de alto rango dinámico (HDR), de 32 bits por canal como archivos PSB. Solo puede abrirse en Photoshop CS o superior. Los documentos guardados en formato PSB no pueden abrirse en otras aplicaciones ni en versiones anteriores de Photoshop.
- PostScript: no es exactamente un formato, sino un lenguaje de descripción de páginas. Se suelen encontrar documentos en PostScript. Utiliza primitivas de dibujo para poder editarlo.
- EPS: es una versión de PostScript. Se utiliza para situar imágenes en un documento. Es compatible con programas vectoriales y de autoedición.
- DCS: fue creado por Quark (empresa de software para autoedición) y permite almacenar tipografía, tramas, etc. Se utiliza para filmación en autoedición.
- Prev. EPS TIFF: permite visualizar archivos EPS que no se abren en Photoshop, por ejemplo los de QuarkXPress.
- BMP: formato estándar de Windows.
- GIF: muy utilizado para las web. Permite almacenar un canal alfa para dotarlo de transparencia, y salvarlo como entrelazado para que al cargarlo en la web lo haga en varios pasos. Admite hasta 256 colores.
- JPEG: también muy utilizado en la web, factor de compresión muy alto y buena calidad de imagen.
- TIFF: una solución creada para pasar de PC a MAC y viceversa.
- PICT: desde plataformas MAC se exporta a programas de autoedición como QuarkXPress.
- PNG: la misma utilización que los GIF, pero con mayor calidad. Soporta transparencia y colores a 24 bits. Solo las versiones recientes de navegadores pueden soportarlos.
- PDF: formato original de Acrobat. Permite almacenar imágenes vectoriales y mapa de bits.
- ICO: es utilizado para representar archivos, carpetas, programas, unidades de almacenamiento, etc.
- IFF: se utiliza para intercambio de datos con Amiga.
- PCX: formato solo para PC. Permite colores a 1, 4, 8, 24 y 32 bits.
- RAW: formato estándar para cualquier plataforma o programa gráfico.
- TGA: compatible con equipos con tarjeta gráfica de Truevision.
- Scitex CT: formato utilizado para documentos de calidad profesional.
- Filmstrip: se utiliza para hacer animaciones. También se puede importar o exportar a Premiere.
- FlashPix: formato originario de Kodak para abrir de forma rápida imágenes de calidad superior.
- JPEG2000: al igual que el JPEG, es nuevo formato de compresión que permite aumentar la calidad de la imagen.
- Webp es un formato de imágenes, desarrollado por Google, que destaca por ocupar muy poco espacio y ofrecer una calidad igual a la de los formatos más conocidos, como PNG o JPEG.

## Historia de lanzamientos
| Versión             | Plataforma                                                   | Nombre del código                                                     | Fecha de lanzamiento                                                                    | Cambios significativos |
| ------------------- | ------------------------------------------------------------ | --------------------------------------------------------------------- | --------------------------------------------------------------------------------------- | --- |
| 0.63                | MacOS                                                        | Bond                                                                  | 2 de octubre de 1988                                                                    | - Primera versión |
| 0.87                | MacOS                                                        | Seurat                                                                | 4 de marzo de 1989                                                                      | - Primera versión comercial |
| 1.0                 | MacOS                                                        |                                                                       | 19 de febrero de 1990                                                                   | - Primera versión bajo la marca Adoobe |
| 2.0                 | MacOS                                                        | Fast Eddy                                                             | junio de 1991                                                                           | - Implementación de los Paths permitiendo diseño vectorial - Soporte para rasterización EPS - Soporte para color CYMK |
| 2.0.1               | MacOS                                                        |                                                                       | enero de 1992                                                                           | - Implementación de los Paths permitiendo diseño vectorial - Soporte para rasterización EPS - Soporte para color CYMK |
| 2.5                 | MacOS                                                        | Merlin                                                                | noviembre de 1992                                                                       | - Soporte para 16 bits por canal - Primera versión para Windows - Menú Filtros |
| 2.5                 | Windows                                                      | Brimstone                                                             | noviembre de 1992                                                                       | - Soporte para 16 bits por canal - Primera versión para Windows - Menú Filtros |
| 2.5.1               | MacOS                                                        |                                                                       | 1993                                                                                    | - Soporte para 16 bits por canal - Primera versión para Windows - Menú Filtros |
| 3.0                 | MacOS                                                        | Tiger Mountain                                                        | septiembre de 1994                                                                      | - Paletas en pestañas (Tabbed Palettes) - Capas (Layers) |
| 3.0                 | Windows, IRIX                                                |                                                                       | noviembre de 1994                                                                       | - Paletas en pestañas (Tabbed Palettes) - Capas (Layers) |
| 4.0                 | MacOS, Windows                                               | Big Electric Cat                                                      | noviembre de 1996                                                                       | - Capas de ajuste (Adjustment Layers) - Tipos de letra que pueden ser editadas (en las versiones anteriores, el texto era convertido para el formato imagen ráster después de introducido) |
| 4.0.1               | MacOS, Windows                                               |                                                                       | agosto de 1997                                                                          | |
| 5.0                 | MacOS, Windows                                               | MacOS**                                                               | mayo de 1998                                                                            | - Deshacer múltiple (Multiple Undo) a través de la paleta Historia (History Palette); anteriormente solo permitía un deshacer. - Gestión del color |
| 5.0.1               | MacOS, Windows                                               |                                                                       | 1999                                                                                    | |
| 5.5                 | MacOS, Windows                                               |                                                                       | febrero de 1999                                                                         | - El paquete del programa incluye el Adobe ImageReady - Filtro Extraer (Extract) - Figuras geométricas vectoriales |
| 6.0                 | MacOS, Windows                                               | Venus in Furs                                                         | septiembre de 2000                                                                      | - Herramienta Healing Brush - Filtro Liquify |
| 6.1                 | MacOS, Windows                                               |                                                                       | marzo de 2001                                                                           | |
| 7.0                 | MacOS, Windows                                               | Liquid Sky                                                            | marzo de 2001                                                                           | - Texto totalmente vectorial - Herramienta Healing Brush - Nuevo "motor" de pintura (painting engine) |
| 7.0.1               | MacOS, Windows                                               |                                                                       | agosto de 2002                                                                          | - Plugin opcional "Camera RAW 1.x" |
| CS (8.0)            | MacOS, Windows                                               | Dark Matter                                                           | octubre de 2003                                                                         | - Plugin "Camera RAW 2.x" incluido de raíz - Comando "Sombras/Iluminaciones" (Shadow/Highlight) - Comando corresponder/igualar a color (Match Colour) - Filtro Lens flare - Histograma en tiempo real (Real-Time Histogram) - Sistema para detectar automáticamente la impresión de imágenes digitalizadas de algunos tipos de papel moneda. |
| CS2 (9.0)           | MacOS, Windows                                               | Space Monkey                                                          | abril de 2005                                                                           | - Plugin "Camera RAW 3.x" - Herramienta Smart Object - Image Warp - Spot healing brush - Herramienta de reducción del efecto de los "ojos rojos" (Red-Eye tool) - Filtro Lens Correction - Smart Sharpen - Punto de fuga (Vanishing Point) - Gestión mejorada de la memoria RAM en Macintosh de 64-bits a correr MacOS X 10.4 - Soporte a High dynamic range imaging - Filtro Shape Blur |
| CS3 (10.0)          | MacOS, Windows                                               | Red Pill                                                              | abril de 2007 (versión definitiva. Hubo un Beta público desde enero de 2007)            | Dos versiones: una básica y una extendida - Filtros no destructivos - Soporte para Zoomify - Soporte para 3D y Video (solo la versión Extended) - Mejoras en la herramienta 'Vanishing Point' |
| Express             | Internet                                                     |                                                                       | 27 de marzo de 2008                                                                     | |
| CS4 (11.0)          | MacOS, Windows                                               | Stonehenge                                                            | 23 de septiembre de 2008 (versión definitiva. Hubo una Beta pública desde mayo de 2008) | Dos versiones: una básica y una extendida - Aceleración por GPU mediante API OpenGL - Escalar según contenido - Herramienta Rotar lienzo en tiempo real - Mejora en las herramientas de 3D (solo para la versión Extended) - Panel de ajustes - Panel de máscaras - Soporte para procesadores de 64 bits solo para Windows. MacOS deberá esperar al CS5 |
| CS5 (12.0)          | MacOS, Windows                                               | White Rabbit                                                          | 12 de abril de 2010                                                                     | Dos versiones: una básica y una extendida Básica: - Granulado añadido en Adobe Camera Raw - Corrección de objetivo automática - Herramienta de enderezamiento de imagen - Viñeta posterior al recorte - Tecnología de márgenes de selección más real - Descontaminación de color para las selecciones - Herramientas de selección y perfeccionamiento de máscaras - Relleno según el contenido - Pincel mezclador - Puntas de celdas - Deformación de posición libre - Adobe Mini Bridge - Adobe CS Review, parte de los servicios en línea de Adobe CS Live - Pegar en contexto Extendida: - Tecnología de márgenes de selección más real |
| CS6 (13.0)          | MacOS, Windows XP o superior                                 | Superstition                                                          | 21 de marzo de 2012                                                                     | Básica: - Nuevo diseño de la interfaz de usuario (iconos renovados y la opción de interfaz de fondo oscuro) - Guardado automático en segundo plano - Conscientes del contenido de parches y herramientas Move - Galería de Blur - Rango de color: tono de piel y detección de rostros - Adobe Camera RAW 7 - Herramienta de recorte mejorada - Nuevo panel de propiedades, todas las propiedades integradas. - Soporte de vídeo mejorado. - El filtro de "pintura al óleo" ahora se distribuye con el programa. - Filtro de gran angular adaptativo. - Estilos de carácter y de párrafo. - Mejor soporte a los idiomas de Oriente Medio. - Impresión de la interfaz de usuario actualizada - 3DLUT de ajuste - Trazos en objetos vectoriales, con posibilidad de elección del tipo de trazo, como guiones y puntos. - Revisadas herramientas vectoriales - Ajustar a píxeles de herramientas vectoriales y transformaciones - Interfaz de usuario 3D completamente renovada, más fácil de utilizar. - Última versión compatible con los sistemas Windows XP y Vista |
| CC (14.0)           | MacOS, Windows 7 o superior                                  | Lucky 7                                                               | 17 de junio de 2013                                                                     | |
| CC 2014 (15.0)      | MacOS, Windows 7 o superior                                  | Single Malt Wiskey Cat                                                | Junio de 2014                                                                           | |
| CC 2015 (16.0)      |                                                              | Dedicated to Thomas and John Knoll (Adobe Photoshop 25th Anniversary) | 15 de junio de 2015                                                                     | |
| CC 2015.5 (17.0)    |                                                              | Haiku                                                                 | 20 de junio de 2016                                                                     | |
| CC 2017 (18.0)      |                                                              | Big Rig                                                               | 2 de noviembre de 2016                                                                  | |
| CC 2017 (18.1.0)    | Apple Macintosh, os x, Windows                               | Big Rig                                                               | 11 de abril de 2017                                                                     | |
| CC 2018 (19.0.0)    | MacOS X El Capitán o superior, Windows 7 o superior          | White Lion                                                            | 18 de octubre de 2017                                                                   | |
| CC 2019 (20.0-20.3) | MacOS X El Capitán o superior, Windows 7 o superior          |                                                                       | 18 de octubre de 2018                                                                   | - Mejoras de rendimiento y estabilidad - Última versión compatible con los sistemas Windows 7 y 8.1 y con procesadores de 32 bits |
| CC 2020 (21.2.1)    | MacOS X El Capitán o superior, Windows 10 o superior         | 2020                                                                  | 21 de julio de 2020                                                                     | Mejoras: - Optimizaciones en Camera RAW 7. - Guardado automático mejorado. - Galería virtual y copia de seguridad alterna. |
| CC 2021 (22.0-22.5) | MacOS Catalina o superior, Windows 10                        | 2021                                                                  | 10 de marzo de 2021                                                                     | - Optimizaciones en Camera RAW del 7 al 13.8. - Cambiado de cielos automático. - Neural filtros (en pruebas de y versión beta muchos de ellos), utilizando la inteligencia artificial IA. |
| CC 2022 (23.0-23.5) | MacOS Catalina o Superior, Windows 10 (Última Versión) u 11  | 2022                                                                  | Octubre de 2021                                                                         | - Compatibilidad con imágenes WebP - Mejora herramienta sustitución de cielos - Deformación cilíndrica - Compatibilidad de edición de videos en Photoshop en Mac Apple Silicon - Descontinuación de las funciones 3D en Photoshop a partir de la versión 23.5 |
| CC 2023 (24.0)      | MacOS Big Sur o Superior, Windows 10 (Última Versión) u 11   | 2023                                                                  | Octubre de 2022                                                                         | - Degradados Mejorados - Compatibilidad con nuevos modelos de camarás y lentes - Introducción de la IA Adobe Firefly (Versión beta) |
| CC 2024 (25.0)      | MacOS Big Sur o Superior, Windows 10 (Última Version) u 11   | 2024                                                                  | Octubre de 2023                                                                         | - Pincel de ajuste - Ajustes preestablecidos - Barra de tareas contextual - IA Generativa (relleno generativo, fondo generativo, ampliación generativa, prompt general imagen) - Firefly 3 |
| CC 2025 (26.0)      | MacOS Monterrey o Superior, Windows 10 (Última Version) u 11 | 2025                                                                  | Octubre de 2024                                                                         | - Eliminación rápida de elementos no deseados como cables o personas con la eliminación de distracciones en la herramienta Quitar - Mejores resultados con Relleno generativo y Ampliación generativa - Generar variaciones similares a las que desea - Generar fondo con indicaciones de texto descriptivas - Compatibilidad con OpenColorIO y herramientas de 32 bit en flujos de trabajo de HDR ya disponible |

## Adobe Photoshop Express

Imagen de Photoshop Express.

Photoshop Express es una aplicación móvil de edición de imágenes y creación de collages gratuita de Adobe Systems. La aplicación está disponible en teléfonos y tabletas iOS, Android y Windows. También se puede instalar en el escritorio de Windows con Windows 8.0 o superior. Photoshop Express tiene varias funciones que se pueden usar para mejorar las fotos.
En noviembre de 2016, la creación de Collage se introdujo en Adobe Photoshop Express en iOS. Permiten editar imágenes en el teléfono inteligente o tableta en lugar de en línea.

## Idiomas disponibles
Adobe Photoshop está disponible en portugués, chino simplificado, chino tradicional, checo, danés, español, neerlandés, inglés, finlandés, francés, alemán, húngaro, italiano, japonés, coreano, noruego, polaco, rumano, ruso, sueco, turco y ucraniano. Los textos en árabe, griego, hebreo, oriente Medio y norteafricano están disponibles en Winsoft.